# Sakoluoto
Sakoluoto med Vuohiluoto och Iso-Kaita är en ö i Finland. Den ligger i Skärgårdshavet och i kommunen Nådendal i den ekonomiska regionen  Åbo ekonomiska region i landskapet Egentliga Finland, i den sydvästra delen av landet. Ön ligger omkring 24 kilometer sydväst om Åbo och omkring 170 kilometer väster om Helsingfors.
Öns area är 1,02 kvadratkilometer och dess största längd är 2,9 kilometer i öst-västlig riktning. Ön höjer sig omkring 35 meter över havsytan.

## Sammansmälta delöar
- Sakoluoto 60°19′20″N 21°53′18″Ö / 60.32231°N 21.88841°Ö
- Vuohiluoto 60°19′32″N 21°51′57″Ö / 60.32569°N 21.86588°Ö
- Iso-Kaita 60°19′20″N 21°52′39″Ö / 60.32212°N 21.87746°Ö